# Samuel Colt (Pornodarsteller)

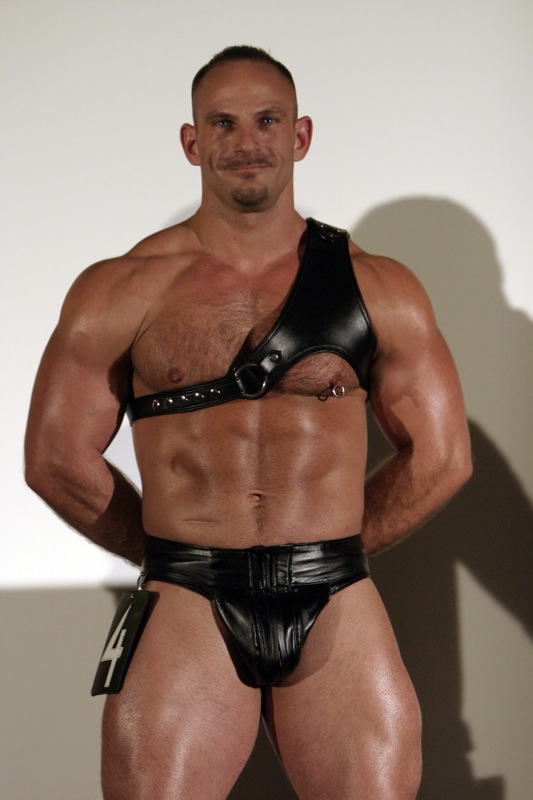
Samuel Colt

Samuel Colt (Pseudonym) (* 6. Dezember 1973 in Salem, Oregon) ist ein US-amerikanischer Pornodarsteller.

## Leben
Christoph Clark ist als Pornodarsteller in den Vereinigten Staaten tätig. Er erhielt bedeutende Preise der US-amerikanischen Pornoindustrie.

## Filmografie (Auswahl)
- 2009: Green Door
- 2009: Sounding #3
- 2009: Straight Edge 4
- Darkroom (Falcon Studios / Mustang) (2009)
- Adrenaline (Falcon Studios / Mustang) (2010)
- Rhodes' Rules (Mustang) (2010)
- Crotch Rocket (Mustang) (2010)
- Depths of Desire – Part 2 (Mustang) (2010)
- Fit for Service (Mustang) (2010)
- Worked Up (Mustang) (2011)
- Muscles in Leather (Colt Studios) (2011)
- He's Got a Big Package (Raging Stallion) (2011)
- All Access (Raging Stallion) (2011)
- Lucky Fuck  (Lucas Entertainment) (2011)
- Woodshop (Raging Stallion) (2011)

## Preise und Auszeichnungen (Auswahl)
- 2010: Trendy Awards 2010: Trendiest Fetisch Star
- 2010: TLA Gay Awards: Bester Newcomer
- 2010: Grabby Awards: Bester Newcomer
- 2011: Grabby Awards: Darsteller des Jahres
- 2011: Grabby Awards:  Hottest Cum Szene (mit Arpad Miklos, Alessio Romero und Brenn Wyson)
- 2013: International Escort Awards